# Strefa bezpieczeństwa
Strefa bezpieczeństwa (kor. 공동경비구역 JSA Gongdonggyeongbiguyeok JSA) – południowokoreański film wojenny w reżyserii Park Chan-wooka, którego premiera odbyła się 9 września 2000 roku.

## Fabuła
W Koreańskiej Strefie Zdemilitaryzowanej dochodzi do zabójstwa dwóch północnokoreańskich żołnierzy. O zabójstwo podejrzewany jest południowokoreański żołnierz, jednak 16 pocisków, które odnaleziono na miejscu zbrodni (11 w ciałach żołnierzy i 5 w znalezionym magazynku), nie pasuje do broni podejrzanego, którego magazynek może pomieścić 15 naboi. Śledztwo niezależnych państw nadzorujących strefę wykazuje podejrzenie angażu innej organizacji.

## Produkcja
Zdjęcia do filmu kręcono w Asan w Korei Południowej.

## Obsada
Źródło: Filmweb

- Song Kang-ho – sierżant Oh Kyeong-pil
- Lee Byung-hun – sierżant Lee Soo-hyeok
- Lee Young-ae – Major Sophie E. Jean
- Herbert Ulrich – Szwedzki żołnierz
- Kim Myoeng-su
- Christoph Hofrichter – generał Bruno Botta
- Shin Ha-kyun – Jeong Woo-jin
- Kim Tae-woo – Nam Sung-shik

## Odbiór
W 2001 roku film zarobił 1 160 000 000 jenów w Japonii.
DVD z filmem zostało zaprezentowane przez prezydenta Korei Południowej Roh Moo-hyun, prezydentowi Korei Północnej Kimowi Dzong Il podczas koreańskiego szczytu.

### Nagrody i nominacje
Źródło: Internet Movie Database
| Rok  | Miejsce                                    | Nagroda                                    | Kategoria                  | Odbiorcy i nominowani       | Wynik     |
| ---- | ------------------------------------------ | ------------------------------------------ | -------------------------- | --------------------------- | --------- |
| 2000 | Blue Dragon Awards                         | Blue Dragon Award                          | Best Film                  |                             | Wygrana   |
| 2000 | Blue Dragon Awards                         | Blue Dragon Award                          | Best Actor                 | Lee Byung-hun               | Nominacja |
| 2001 | Grand Bell Awards                          | Grand Bell Award                           | Best Film                  |                             | Wygrana   |
| 2001 | Grand Bell Awards                          | Grand Bell Award                           | Best Actor                 | Song Kang-ho                | Wygrana   |
| 2001 | Grand Bell Awards                          | Grand Bell Award                           | Best Art Direction         |                             | Wygrana   |
| 2001 | Grand Bell Awards                          | Grand Bell Award                           | Best Sound                 | Kim Seok-weon, Kim Won-yong | Wygrana   |
| 2001 | Deauville Asian Film Festival              | Audience Award                             |                            | Park Chan-wook              | Wygrana   |
| 2001 | Deauville Asian Film Festival              | Lotus                                      | Best Film                  | Park Chan-wook              | Wygrana   |
| 2001 | Deauville Asian Film Festival              | Lotus                                      | Best Actor                 | Song Kang-ho                | Wygrana   |
| 2001 | Międzynarodowy Festiwal Filmowy w Berlinie | Golden Berlin Bear                         |                            | Park Chan-wook              | Nominacja |
| 2001 | Seattle International Film Festival        | New Director’s Showcase Special Jury Prize |                            | Park Chan-wook              | Wygrana   |
| 2001 | Fantasia Film Festival                     | Best Asian Film                            |                            | Park Chan-wook              | 3 miejsce |
| 2002 | Nagrody Błękitnej Wstęgi                   | Nagroda Błękitnej Wstęgi                   | Best Foreign Language Film | Park Chan-wook              | Wygrana   |
| 2003 | Hong Kong Film Awards                      | Hong Kong Film Award                       | Best Asian Film            |                             | Nominacja |